# 千代田区立九段中学校
千代田区立九段中学校（ちよだくりつ くだんちゅうがっこう）は、かつて東京都千代田区富士見にあった公立の中学校。現在は千代田区立九段中等教育学校となっている。

## 概要
太平洋戦争後の学制改革に伴い、1947年（昭和22年）に開校。2006年（平成18年）に東京都立九段高等学校と統合し、千代田区立九段中等教育学校（九段北二丁目2番1号）となっている。
校地は、千代田区立九段小学校の改築に伴い2018年まで九段小学校さくら校舎（仮校舎）として使われていた。
その後、千代田区立お茶の水小学校（神田猿楽町）の校舎建て替えに伴い2023年春までお茶の水小の仮校舎として使用されている。

## 基礎データ

### 通学区域
- 千代田区立九段小学校の通学区域全域
- 千代田区立富士見小学校の通学区域全域

### 象徴

#### 校歌
勝承夫による作詞、平井康三郎による作曲

## 著名な出身者
- 小林興起 - 衆議院議員（5期）、財務副大臣
- 中山泰秀 - 衆議院議員（5期）、外務副大臣
- 安藤優子 - ニュースキャスター（フジテレビ『FNNスーパータイム』など）
- 鮫島有美子 - ソプラノ歌手
- 高橋徹 - コントラバス奏者
- 佐藤浩市 - 男優。父は三國連太郎、息子は寛一郎
- 日髙のり子 - 女優、声優（『タッチ』浅倉南役、『となりのトトロ』、『らんま1/2』など）